# Joseph-Honoré Ricard
Pour les articles homonymes, voir Ricard (homonymie).
Joseph-Honoré Ricard est un ingénieur agronome et homme politique français né le 6 septembre 1880 au Bouscat (Gironde) et décédé le 12 décembre 1948

## Biographie
Diplômé de l’Institut national agronomique, il travaille essentiellement sur la situation des agriculteurs, et notamment la mutualité agricole et le syndicalisme des exploitants, pour l’Union des syndicats agricoles et la Société des agriculteurs de France.
Après 1914, il entre au ministère de l’Agriculture où il occupe différent postes, et notamment la direction du service de l’immigration et de la main d’œuvre agricole. En 1919, il fonde la Confédération nationale des associations agricoles.
Bien qu'il n'ait fait aucune carrière politique au sens strict du terme, ses compétences techniques et sa connaissance du milieu des exploitants agricoles font qu'il est appelé au gouvernement par Alexandre Millerand, au portefeuille de l'Agriculture, que, maintenu en place par Georges Leygues, il occupe jusqu'en janvier 1921.
- Ministre de l'Agriculture du 20 janvier 1920 au 16 janvier 1921 dans les gouvernements Alexandre Millerand (1), Alexandre Millerand (2) et Georges Leygues

L’Académie française lui décerne le prix Fabien en 1911 et 1920 pour ses ouvrages Au pays landais. Exploitation des forêts résineuses et L'appel de la terre (sous le pseudonyme de François Leterrien, pour ce dernier ouvrage)